# College Green (Londra)
College Green (formalmente noto come Abingdon Street Gardens) è un piccolo parco pubblico della City of Westminster nel centro di Londra. Il giardino è ubicato alle spalle dell'Abbazia di Westminster e ad est dei Westminster Abbey Gardens, adiacente alle Houses of Parliament. Il giardino non è recintato ed è accessibile ad ogni orario.
Viene normalmente utilizzato per intervistare alla televisione i membri del Parlamento. Nel giardino si trova la scultura di Henry Moore, Knife Edge Two Piece 1962–65.
Il giardino costituisce il tetto di un parcheggio sotterraneo a due piani, e fu costruito dal 1963 al 1964.
Il sito era in origine nel fiumte Tamigi ed era separato dal College Garden dell'Abbazia di Westminster da un muro medievale con un fossato. Il suo nome si riferisce alla chiesa collegiata dell'Abazia di Westminster, che comprende la Westminster School.